# Satsuo Iwashita
Satsuo Iwashita (jap. 岩下察男 Iwashita Satsuo; ur. 18 sierpnia 1941) – japoński lekkoatleta, średnio i długodystansowiec.
Podczas igrzysk olimpijskich w Tokio (1964) z czasem 14:18,4 odpadł w eliminacjach na 5000 metrów.
Dwukrotny brązowy medalista igrzysk azjatyckich w biegu na 1500 metrów (1962 i 1966).
Ośmiokrotny mistrz Japonii: w biegu na 800 metrów (1966 i 1967), na 1500 metrów (1962, 1964 i 1966–68) oraz na 5000 metrów (1964).
Czterokrotny rekordzista Japonii:
- bieg na 1500 metrów:
  - 3:51,5 (1962)[4]
  - 3:46,0 (15 października 1963, Tokio)[4]
  - 3:44,8 (26 czerwca 1964, Praga)[4]
- bieg na 5000 metrów:
  - 13:55,0 (29 sierpnia, Kurayoshi)[5][6]

## Rekordy życiowe
- Bieg na 5000 metrów – 13:55,0 (1964)